# Punto isodinámico

Círculos de Apolonio; puntos isodinámicos S y S' en sus intersecciones
Bisectrices interiores, utilizadas para construir las circunferencias
Bisectrices de los ángulos exteriores, también utilizadas para construir las circunferencias

En geometría euclídea, los puntos isodinámicos de un triángulo tienen la propiedad de que una inversión centrada en uno de estos puntos transforma el triángulo dado en un triángulo equilátero, y que las distancias desde el punto isodinámico a los vértices del triángulo son inversamente proporcionales a las longitudes de los lados opuestos del triángulo. Los triángulos que son semejantes entre sí tienen puntos isodinámicos en ubicaciones correspondientes en el plano, por lo que los puntos isodinámicos son elementos notables de un triángulo y, a diferencia de otros centros de triángulos, los puntos isodinámicos también son invariantes bajo la transformación de Möbius. Un triángulo que es en sí mismo equilátero tiene un punto isodinámico único, en su centroide (que coincide con su ortocentro, su incentro y su circuncentro, que son concurrentes). Por otro lado, todo triángulo no equilátero tiene dos puntos isodinámicos.

Los puntos isodinámicos fueron estudiados y nombrados por primera vez por Neuberg (1885).

## Relaciones de distancia
Los puntos isodinámicos se definieron originalmente a partir de ciertas igualdades de proporciones (o equivalentemente de productos) de distancias entre pares de puntos. Si {\displaystyle S} y {\displaystyle S'} son los puntos isodinámicos de un triángulo {\displaystyle ABC}, entonces los tres productos de distancias {\displaystyle AS\cdot BC=BS\cdot AC=CS\cdot AB} son iguales. Las igualdades análogas también son válidas para {\displaystyle S'.} De manera equivalente a la fórmula del producto, las distancias {\displaystyle AS,} {\displaystyle BS,} y {\displaystyle CS} son inversamente proporcionales a las correspondientes longitudes de los lados del triángulo {\displaystyle BC,} {\displaystyle AC,} y {\displaystyle AB.}.
{\displaystyle S} y {\displaystyle S'} son los puntos de intersección comunes de los tres círculos de Apolonio asociados con un triángulo {\displaystyle ABC}, las tres circunferencias que pasan cada una por un vértice del triángulo y mantienen una relación constante de distancias a los otros dos vértices. Por lo tanto, la línea {\displaystyle SS'} es el eje radical común para cada uno de los tres pares de círculos de Apolonio. La bisectriz perpendicular del segmento de línea {\displaystyle SS'} es la recta de Lemoine, que contiene los tres centros de los círculos de Apolonio.

## Transformaciones
Los puntos isodinámicos {\displaystyle S} y {\displaystyle S'} de un triángulo {\displaystyle ABC} también pueden definirse por sus propiedades con respecto a transformaciones del plano, y particularmente con respecto a la inversión y la transformación de Möbius (productos de múltiples inversiones).
La inversión del triángulo {\displaystyle ABC} respecto de un punto isodinámico transforma el triángulo original en un triángulo equilátero.
La inversión con respecto a la circunferencia circunscrita del triángulo {\displaystyle ABC} deja el triángulo invariante, pero transforma un punto isodinámico en el otro.
De manera más general, los puntos isodinámicos son equivariantes bajo la transformación de Möbius: el par desordenado de los puntos isodinámicos de una transformación de {\displaystyle ABC} es igual a la misma transformación aplicada al par {\displaystyle \{S,S'\}.} Los puntos isodinámicos individuales se fijan mediante transformaciones de Möbius que aplican el interior de la circunferencia circunscrita de {\displaystyle ABC} al interior de la circunferencia circunscrita del triángulo transformado, y se intercambian mediante transformaciones que hacen corresponder el interior y el exterior de la circunferencia circunscrita.

## Ángulos

Tres circunferencias, cada una de las cuales forma ángulos de π/3 con la circunferencia circunscrita y entre sí, se encuentran en el primer punto isodinámico

Además de ser las intersecciones de los círculos de Apolonio, cada punto isodinámico es el punto de intersección de otra terna de circunferencias. El primer punto isodinámico es la intersección de tres circunferencias a través de los pares de puntos {\displaystyle AB,} {\displaystyle AC,} y {\displaystyle BC,} donde cada una de estas circunferencias cruza la circunferencia circunscrita del triángulo {\displaystyle ABC} para formar una figura con forma de lente con un ángulo de vértice de 2π/3. De manera similar, el segundo punto isodinámico es la intersección de tres circunferencias que intersecan la circunferencia circunscrita para formar lentes con un ángulo de vértice π/3.
Los ángulos formados por el primer punto isodinámico con los vértices del triángulo satisfacen las ecuaciones {\displaystyle ASB=ACB+\pi /3,} {\displaystyle ASC=ABC+\pi /3,} y {\displaystyle BSC=BAC+\pi /3.} De manera análoga, los ángulos formados por el segundo punto isodinámico satisfacen las ecuaciones {\displaystyle AS'B=ACB-\pi /3,} {\displaystyle AS'C=ABC-\pi /3,} y {\displaystyle BS'C=BAC-\pi /3.}
El triángulo podal de un punto isodinámico, el triángulo formado al trazar perpendiculares desde {\displaystyle S} a cada uno de los tres lados del triángulo {\displaystyle ABC,} es equilátero, al igual que el triángulo formado al reflejar {\displaystyle S} a través de cada lado del triángulo. Entre todos los triángulos equiláteros inscritos en el triángulo {\displaystyle ABC,}, el triángulo podal del primer punto isodinámico es el que tiene área mínima.

## Propiedades adicionales
Los puntos isodinámicos son los conjugados de los dos puntos de Fermat del triángulo {\displaystyle ABC,} y viceversa.
La cúbica de Neuberg contiene los dos puntos isodinámicos.
Si una circunferencia se divide en tres arcos, el primer punto isodinámico de los puntos finales del arco es el único punto dentro del círculo con la propiedad de que cada uno de los tres arcos tiene la misma probabilidad de ser el primer arco alcanzado por un movimiento browniano que comienza en ese punto. Es decir, el punto isodinámico es aquel punto para el cual la medida armónica de los tres arcos es igual.
Dado un polinomio univariado {\displaystyle P(z)=z^{3}+az^{2}+bz+c} cuyos ceros son los vértices de un triángulo {\displaystyle T} en el plano complejo, los puntos isodinámicos de {\displaystyle T} son los ceros del polinomio {\displaystyle I(z)=(a^{2}-3b)z^{2}+(ab-9c)z+b^{2}-3ac.}. Téngase en cuenta que {\displaystyle I(z)} es un múltiplo constante de {\displaystyle \mathrm {Discriminant} _{u}(nP(u)+(z-u)P'(u)),} donde {\displaystyle n} es el grado de {\displaystyle P.}. Esta construcción generaliza puntos isodinámicos a polinomios de grado {\displaystyle n\geq 3} en el sentido de que los ceros del discriminante anterior son invariantes bajo transformaciones de Möbius. Aquí, la expresión {\displaystyle nP(u)+(z-u)P'(u)} es la derivada polar de {\displaystyle P(u)} con polo {\displaystyle z.}
De manera equivalente, con {\displaystyle P} y {\displaystyle n} definidos como anteriormente, los puntos isodinámicos (generalizados) de {\displaystyle P} son los valores críticos de {\displaystyle f(z)=z-nP(z)/P'(z)}. Aquí, {\displaystyle f(z)} es la expresión que aparece en el método de Newton relajado con el parámetro de relajación {\displaystyle n}. Existe una construcción similar para funciones racionales en lugar de polinomios.

## Construcción

Construcción del punto isodinámico a partir de copias reflejadas del triángulo dado y triángulos equiláteros que apuntan hacia adentro

El círculo de Apolonio que pasa por el vértice {\displaystyle A} del triángulo {\displaystyle ABC} se puede construir encontrando las dos bisectrices (interior y exterior) de los dos ángulos formados por las rectas {\displaystyle AB} y {\displaystyle AC} en el vértice {\displaystyle A,} e intersecando estas bisectrices con la recta {\displaystyle BC}. El segmento de línea entre estos dos puntos de intersección es el diámetro del círculo de Apolonio. Los puntos isodinámicos se pueden encontrar construyendo dos de estos círculos y encontrando sus dos puntos de intersección.
Otra construcción con compás y regla implica encontrar la reflexión {\displaystyle A'} del vértice {\displaystyle A} respecto a la línea {\displaystyle BC} (la intersección de circunferencias centradas en {\displaystyle B} y {\displaystyle C} hasta {\displaystyle A}), y construir un triángulo equilátero hacia adentro en el lado {\displaystyle BC} del triángulo (el vértice {\displaystyle A''} de este triángulo es la intersección de dos circunferencias que tienen como radio {\displaystyle BC}). La recta {\displaystyle A'A''} cruza las rectas {\displaystyle B'B''} y {\displaystyle C'C''} construidas de manera similar en el primer punto isodinámico. El segundo punto isodinámico puede construirse de manera similar, pero con los triángulos equiláteros erigidos hacia afuera y no hacia adentro.
Alternativamente, la posición del primer punto isodinámico se puede calcular a partir de sus coordenadas trilineales, que son
{\displaystyle \sin(A+\pi /3):\sin(B+\pi /3):\sin(C+\pi /3).}

El segundo punto isodinámico utiliza coordenadas trilineales con una fórmula similar que involucra {\displaystyle -\pi /3} en lugar de {\displaystyle \pi /3.}.